# 橋杭岩

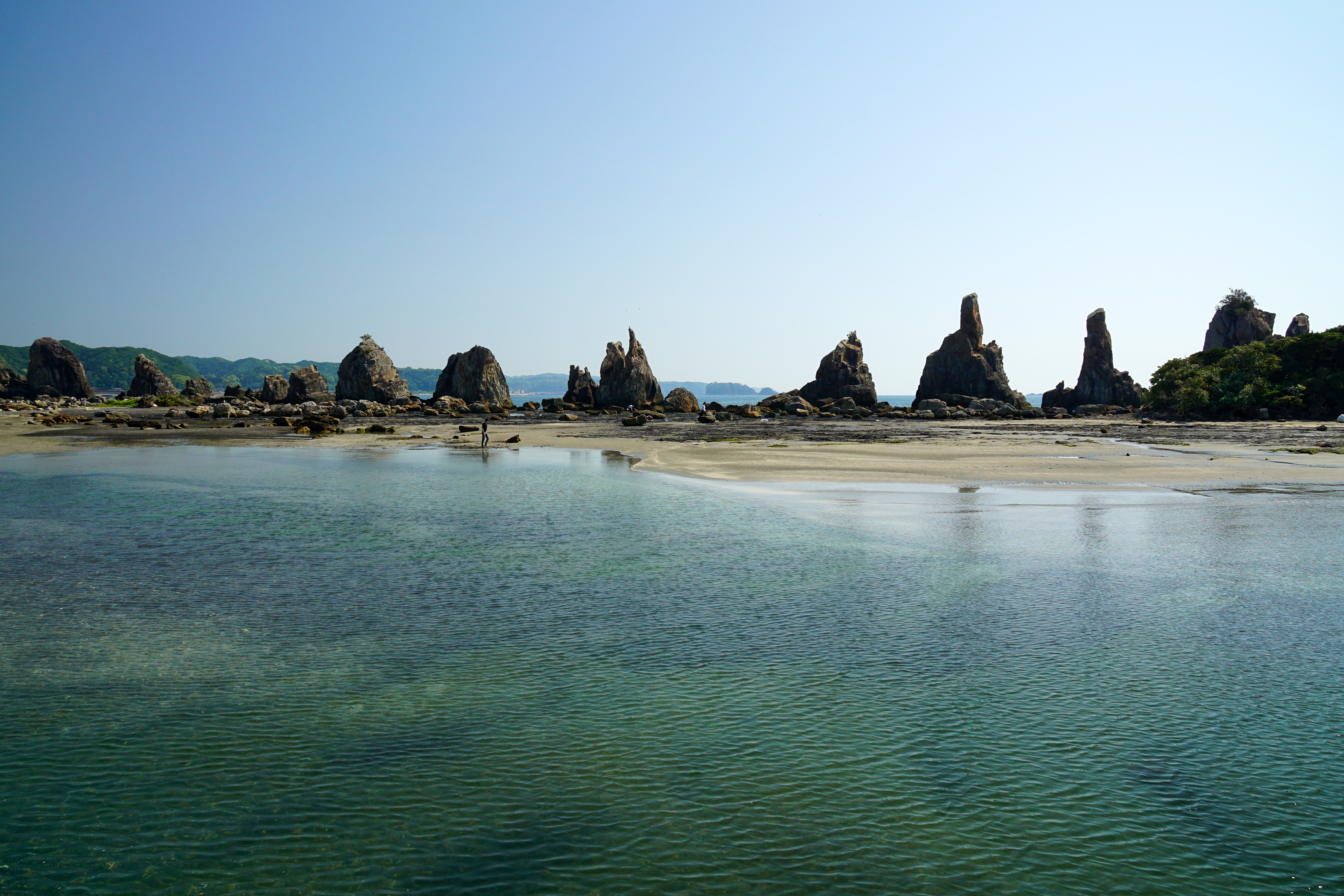
橋杭岩（2018年4月）

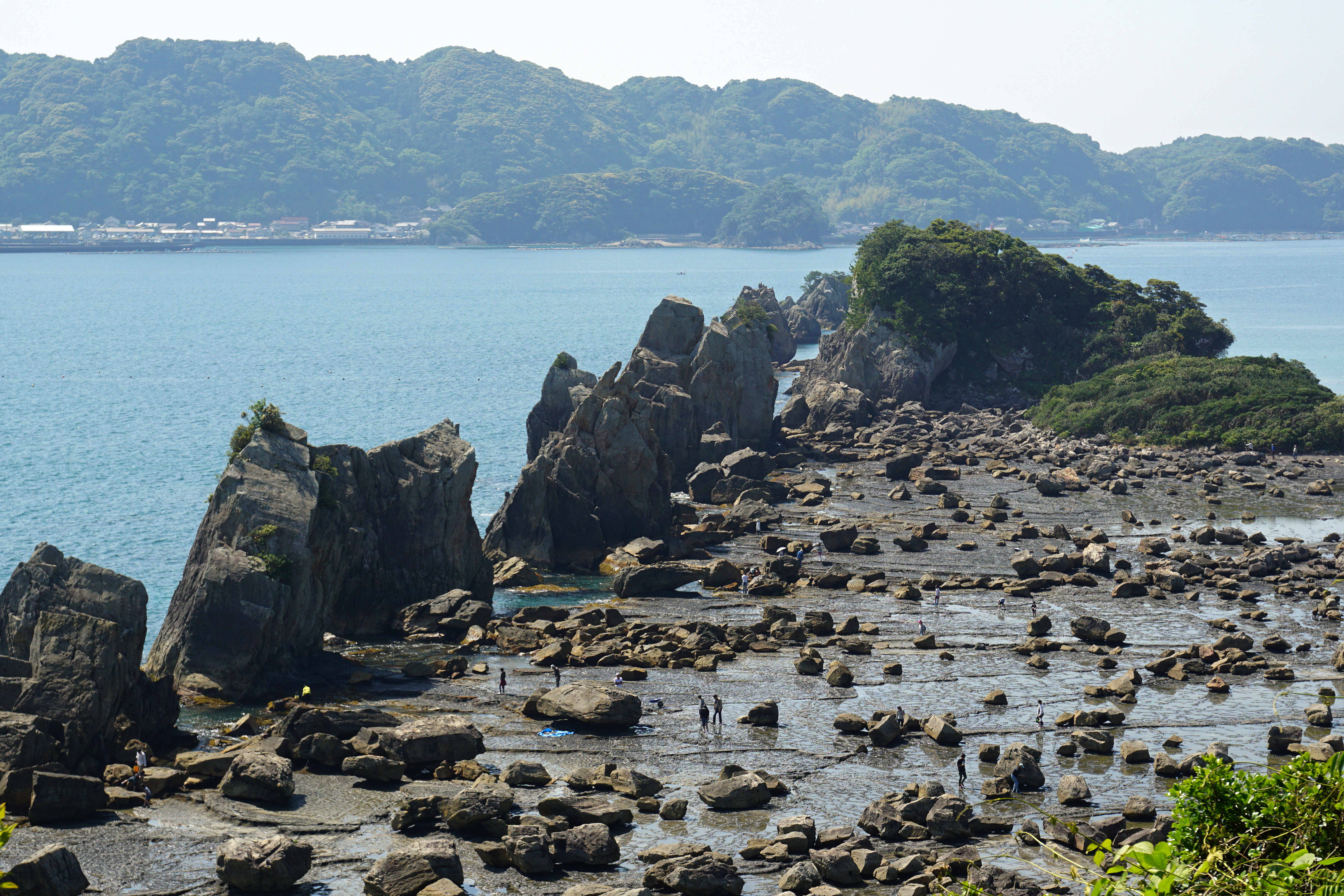
橋杭岩（2018年4月）

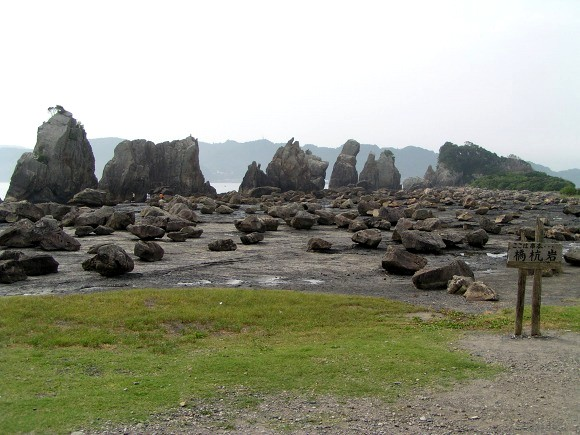
橋杭岩（2005年）

橋杭岩（はしぐいいわ）は、和歌山県東牟婁郡串本町にある奇岩群。同町の大字鬮野川（くじのかわ）小字橋杭の海岸から紀伊大島方面へ、大小約40の岩が、北北西から南南東方向におよそ850メートルもの長きにわたって一列に連続してそそり立っている。直線上に岩が立ち並ぶ姿が橋の杭のように見えることから橋杭岩と呼ばれている。また干潮時には岩の列中ほどに附属する弁天島まで歩いて渡ることができる。なお、弁天島の西側には朱色の鳥居があり、それをくぐると小道があって少し登ると岸壁を背にした祠があり、参拝することができる。
吉野熊野国立公園に属し、国の名勝および国の天然記念物の指定を受けている。また橋杭岩を通して見る朝日はとても美しいと評判で日本の朝日百選の認定も受けている。

## 地質

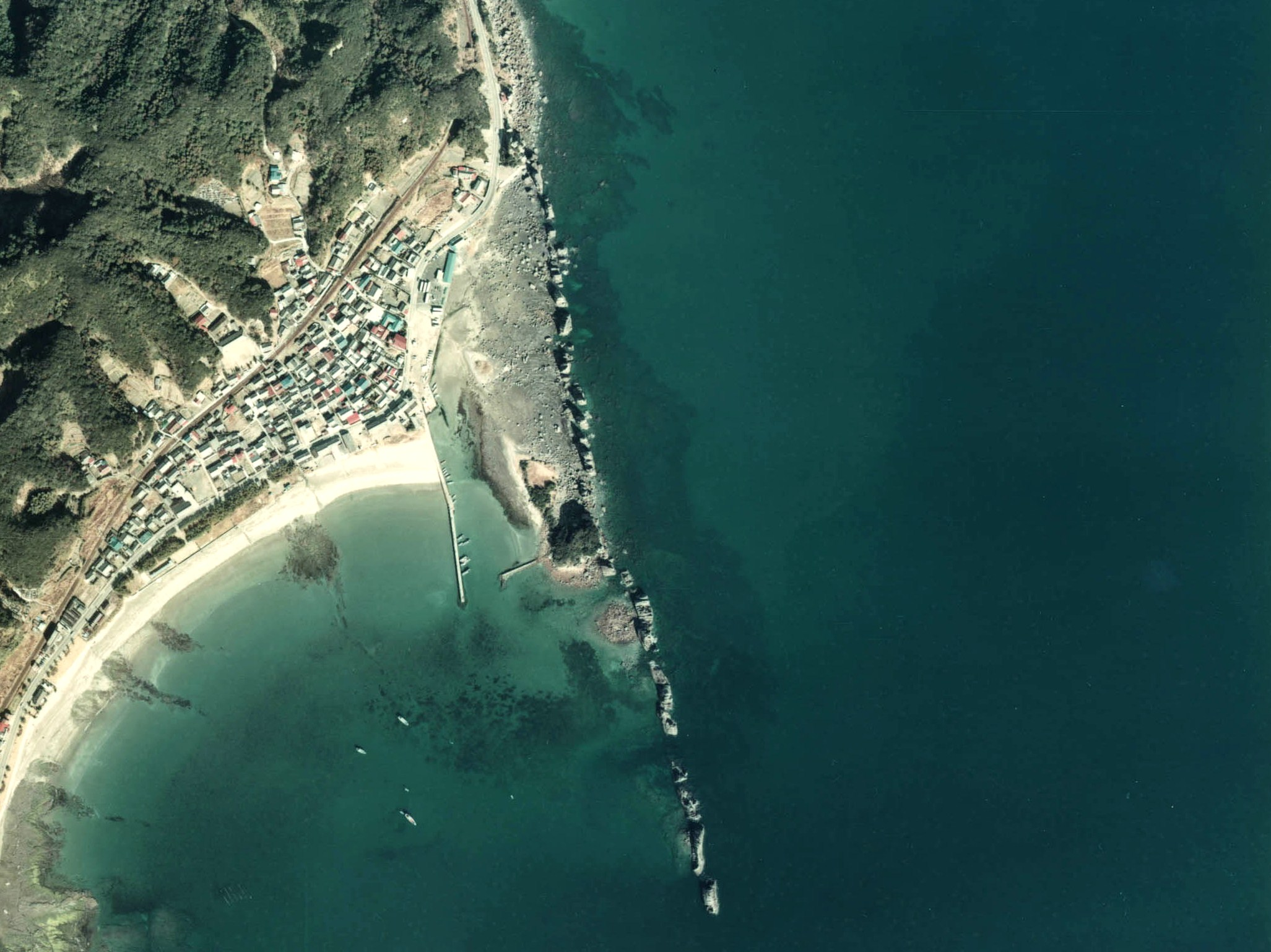
橋杭岩の空中写真。
（1975年撮影）

橋杭岩は、1500万年前の火成活動により、泥岩層の間に流紋岩が貫入したものである。貫入後に差別侵食により、柔らかい泥岩部が速く侵食され、硬い石英斑岩が杭状に残されたものである。

## 伝説
昔弘法大師が天の邪鬼と串本から沖合いの島まで橋をかけることが出来るか否かの賭けを行った。弘法大師が橋の杭をほとんど作り終えたところで天の邪鬼はこのままでは賭けに負けてしまうと思い、ニワトリの鳴きまねをして弘法大師にもう朝が来たと勘違いさせた。弘法大師は諦めて作りかけでその場を去った。そのため橋の杭のみが残ったという。

## 宝永地震との関係
橋杭岩に転がっている岩の中には、岩のそそり立つところからかなり遠くにまで転がっているものもある。これらの岩は宝永地震で起こった大きな津波によってそこまで転がったのではないかという調査結果が出ている。その証左として、元々湿ったところを好む植物・生物が死滅し、化石になったものが表面上に残っており、それらを調査したところ、宝永地震の起こった1700年代であることが明らかになっている。また、橋杭岩に散らばっている岩が動くのには秒速4メートル以上の速い流れ（流速）が必要とされ、これもこの地域で頻繁に襲来する台風から起こる波や同じく震源域に近い東南海が震源の単独地震を想定して計算された流速ではなく、東海・東南海・南海地震の連動型であった宝永地震を想定して計算された流速と一致している。

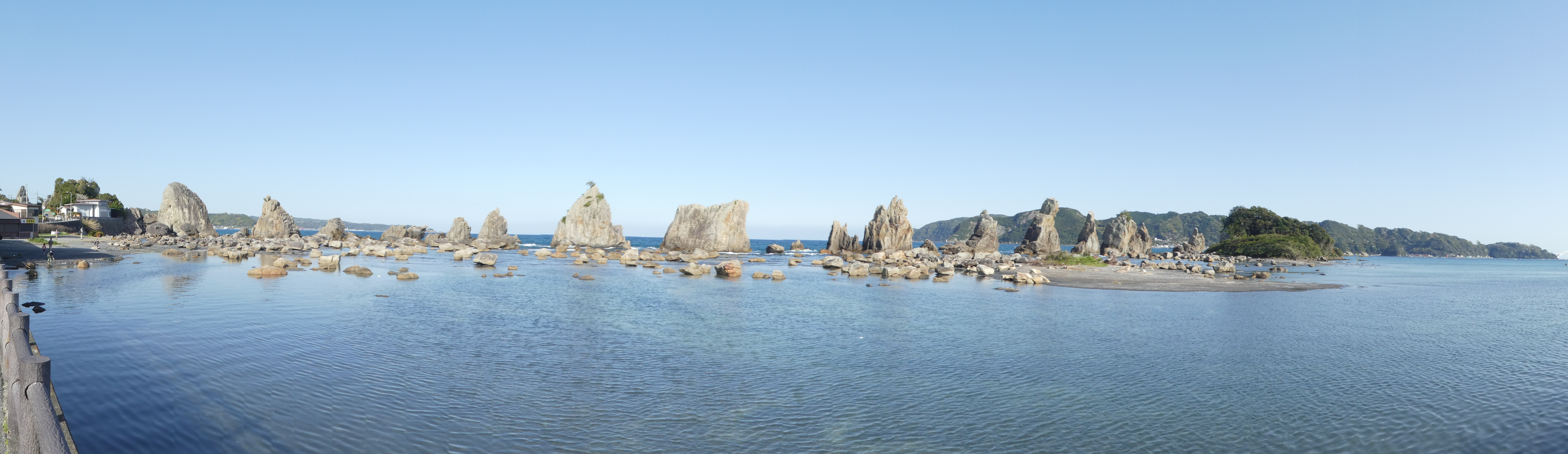
橋杭岩のパノラマ写真（2018年）

## 付近の施設
橋杭岩は国道42号沿いに位置する観光スポットで附近には土産物屋なども数軒見られる。干物などを売る店もある。うすかわ饅頭は土産として有名である。
橋杭岩から新宮方面へ歩くとすぐにJR紀勢本線の紀伊姫駅が、串本方面へ歩くと橋杭海水浴場がある。橋杭海水浴場の先をもっと進むとやがて串本の市街に入り串本駅に至ることもできる。
- 串本橋杭海水浴場 - 環境省による快水浴場百選に選定されている。橋杭岩は串本橋杭海水浴場から海水浴を楽しみながら眺めることも出来る。
- 串本町立橋杭小学校
- フェアフィールド･バイ･マリオット･和歌山串本

### 道の駅くしもと橋杭岩
2010年、串本町が和歌山東漁協の土地を買い取ったあと、熊交商事が指定管理者となり、2013年、道の駅くしもと橋杭岩を開駅した。
- 駐車場57台
- トイレ施設
- 物産販売施設
  - 2階展望所
- 橋杭観光センター

### 弘法湯
橋杭岩のそばには弘法大師・空海が地元の村人に存在を教えたという弘法湯（単純硫黄泉）がある。串本町の姫区が宝くじの助成金を活用して施設を建設し、1978年（昭和53年）10月に湯開きした。しかし、2021年3月末にコロナ禍の影響による利用者数減少により営業を終了。
2022年9月16日、宿泊・観光サービス業のOUTDOOR TRIP（串本町樫野）が温泉の所有者である地元の姫区から温泉施設を借りて運営することになり、「弘法湯」は一棟貸しの施設としてリニューアルオープンした。

## アクセス
西日本旅客鉄道（JR西日本）紀勢本線（きのくに線）串本駅から国道42号沿いに北東約1キロメートル（徒歩20分ほど）である。潮岬から出ている熊野交通の紀伊勝浦駅経由新宮行きのバスに串本駅前から乗ると橋杭岩バス停まで4分ほどでつく。同線紀伊姫駅が駅としては最寄。